# دندان‌پزشکی سالمندان
دندانپزشکی سالمندان شامل مراقبت‌هایی است که برای بزرگسلان مسن ارائه می‌شود. این مراقبت‌ها اعم از تشخیص، پیشگیری و درمان دهان و دندانی است که با افزایش سن ایجاد می‌شود. یک تیم شامل متخصصان رشته‌های مختلف در مزاکز سلامبی به درمان این بیماران می‌پردازند.